# 托马斯·伦德奎斯特
托马斯·伦德奎斯特（瑞典語：Thomas Rundqvist，1960年5月4日—），瑞典男子冰球运动员。他曾代表瑞典参加1984年、1988年和1992年冬季奥林匹克运动会冰球比赛，获得二枚铜牌。